# Сеймик Опольского воеводства
Сеймик Опольского воеводства — региональный законодательный орган Опольского воеводства Польши. Представляет собой однопалатный парламент, состоящий из 30 членов, избираемых во время региональных выборов на пятилетний срок. Нынешним председателем Сеймика является Рафал Бартек из партии «Немецкое меньшинство».
Сеймик избирает из своего состава исполнительный совет, который выполняет функции коллективного исполнительного органа правительства воеводства во главе с маршалом воеводства. Нынешний Исполнительный совет — коалиционное правительство между Гражданской коалицией и Немецким меньшинством под руководством Анджея Булы.
Собрания Сеймика проходят в Ополе.

## Избирательные округа
Члены Собрания избираются на пятилетний срок из пяти округов (до 2018 — на четырёхлетний). Округа не имеют формальных названий. Вместо этого каждый округ имеет номер и территориальное описание.
| Номер округа | Кол-во мандатов от округа | Города на правах повята, входящие в округ | Повяты, входящие в округ                |
| ------------ | ------------------------- | ----------------------------------------- | --------------------------------------- |
| 1            | 7                         | Ополе                                     | Опольский                               |
| 2            | 6                         |                                           | Ключборкский, Намыслувский, Олесненский |
| 3            | 5                         |                                           | Кендзежин-Козельский, Стшелецкий        |
| 4            | 5                         |                                           | Глубчицкий, Краповицкий, Прудницкий     |
| 5            | 6                         |                                           | Бжегский, Нысский                       |

## Состав

### I созыв (1998-2002)
|  | Партия                           | Количество мандатов |
|  | -------------------------------- | ------------------- |
|  | Союз демократических левых сил   | 14                  |
|  | Немецкое меньшинство             | 13                  |
|  | Избирательная Акция Солидарность | 11                  |
|  | Союз свободы                     | 4                   |
|  | Социальный Альянс                | 3                   |
|  | Всего                            | 45                  |

### II созыв (2002-2006)
|  | Партия                                         | Количество мандатов |
|  | ---------------------------------------------- | ------------------- |
|  | Союз демократических левых сил — Уния труда    | 11                  |
|  | Немецкое меньшинство                           | 7                   |
|  | Самооборона Республики Польша                  | 3                   |
|  | Гражданская платформа — Право и Справедливость | 3                   |
|  | Лига польских семей                            | 3                   |
|  | Польская народная партия                       | 3                   |
|  | Всего                                          | 30                  |

### III созыв (2006-2010)
|  | Партия                   | Количество мандатов |
|  | ------------------------ | ------------------- |
|  | Гражданская платформа    | 8                   |
|  | Право и Справедливость   | 8                   |
|  | Немецкое меньшинство     | 7                   |
|  | Левые и демократы        | 4                   |
|  | Польская народная партия | 3                   |
|  | Всего                    | 30                  |

### IV созыв (2010-2014)
|  | Партия                         | Количество мандатов |
|  | ------------------------------ | ------------------- |
|  | Гражданская платформа          | 12                  |
|  | Немецкое меньшинство           | 6                   |
|  | Право и Справедливость         | 5                   |
|  | Союз демократических левых сил | 5                   |
|  | Польская народная партия       | 2                   |
|  | Всего                          | 30                  |

### V созыв (2014-2018)
|  | Партия                   | Количество мандатов |
|  | ------------------------ | ------------------- |
|  | Гражданская платформа    | 9                   |
|  | Польская народная партия | 8                   |
|  | Немецкое меньшинство     | 6                   |
|  | Право и Справедливость   | 5                   |
|  | SLD Левые вместе         | 1                   |
|  | Всего                    | 30                  |

### VI созыв (2018-2023)
|  | Партия                   | Количество мандатов |
|  | ------------------------ | ------------------- |
|  | Гражданская коалиция     | 13                  |
|  | Право и Справедливость   | 10                  |
|  | Немецкое меньшинство     | 5                   |
|  | Польская народная партия | 2                   |
|  | Всего                    | 30                  |